# Bramsnæs
Bramsnæs är en halvö i Danmark. Den ligger i regionen Region Själland, i den östra delen av landet. Arean är 80 kvadratkilometer. På halvön finns en gård.